# Loepacris
Loepacris is een geslacht van rechtvleugeligen uit de familie veldsprinkhanen (Acrididae). De wetenschappelijke naam van dit geslacht is voor het eerst geldig gepubliceerd in 1973 door Descamps & Amédégnato.

## Soorten
Het geslacht Loepacris  is monotypisch en omvat slechts de volgende soort:
- Loepacris obscuripes (Descamps & Amédégnato, 1973)